# Alastair Chalmers
Alastair Chalmers (Guernsey, 31 marzo 2000) è un ostacolista britannico.

## Progressione

### 400 metri ostacoli
| Stagione | Misura | Luogo             | Data      | Rank. Mond. |
| -------- | ------ | ----------------- | --------- | ----------- |
| 2025     | 48"30  | Rehlingen         | 8-6-2025  |             |
| 2024     | 48"54  | Manchester        | 30-6-2024 |             |
| 2023     | 49"49  | Manchester        | 9-7-2023  |             |
| 2022     | 48"88  | Oordegem          | 28-5-2022 |             |
| 2021     | 49"55  | La Chaux-de-Fonds | 14-8-2021 |             |
| 2020     | 49"66  | Manchester        | 5-9-2020  |             |
| 2019     | 50"07  | Ginevra           | 15-6-2019 |             |
| 2018     | 50"11  | Tampere           | 13-7-2018 |             |
| 2017     | 52"06  | Bedford           | 18-6-2017 |             |

## Palmarès
| Anno                                  | Manifestazione                    | Sede       | Evento             | Risultato  | Prestazione | Note                                     |
| ------------------------------------- | --------------------------------- | ---------- | ------------------ | ---------- | ----------- | ---------------------------------------- |
| In rappresentanza della Gran Bretagna |                                   |            |                    |            |             |                                          |
| 2016                                  | Europei U18                       | Tbilisi    | 400 m hs (84.0 cm) | Semfinale  | 54"79       |                                          |
| 2018                                  | Mondiali U20                      | Tampere    | 400 m hs           | 6º         | 50"27       |                                          |
| 2018                                  | Mondiali U20                      | Tampere    | 4x400 m            | Bronzo     | 3'05"64     |                                          |
| 2019                                  | Europei U20                       | Borås      | 400 m hs           | Semfinale  | dq          |                                          |
| 2021                                  | Europei U23                       | Tallinn    | 400 m hs           | 6º         | 49"84       |                                          |
| 2021                                  | Europei U23                       | Tallinn    | 4x400 m            | 6º         | 3'09"28     |                                          |
| 2022                                  | Mondiali                          | Eugene     | 400 m hs           | Semifinale | 50"54       | [ 1 ]                                    |
| 2024                                  | Europei                           | Roma       | 400 m hs           | Semifinale | 48"76       | Miglior prestazione personale            |
| 2024                                  | Olimpiade                         | Parigi     | 400 m hs           | Semifinale | 56"52       | [ 2 ]                                    |
| 2025                                  | Europei indoor                    | Apeldoorn  | 4x400 m            | 4º         | 3'05"49     | Miglior prestazione personale stagionale |
| 2025                                  | Europei indoor                    | Apeldoorn  | 4x400 m mista      | Bronzo     | 3'16"49     |                                          |
| In rappresentanza di Guernsey         |                                   |            |                    |            |             |                                          |
| 2017                                  | Giochi Giovanili del Commonwealth | Nassau     | 400 m hs (84.0 cm) | Oro        | 51"22       |                                          |
| 2018                                  | Giochi del Commonwealth           | Gold Coast | 400 m hs           | Batteria   | 51"10       |                                          |
| 2022                                  | Giochi del Commonwealth           | Birmingham | 400 m hs           | Bronzo     | 49"97       | [ 3 ]                                    |

## Campionati nazionali
- 5 volte campione nazionale britannico dei 400 m hs (2020, 2021, 2022, 2023, 2024)

2020
- Oro ai campionati britannici (Manchester), 400 m hs - 49"66

2021
- Oro ai campionati britannici (Manchester), 400 m hs - 49"98

2022
- Oro ai campionati britannici (Manchester), 400 m hs - 49"21

2023
- Oro ai campionati britannici (Manchester), 400 m hs - 49"49

2024
- Oro ai campionati britannici (Manchester), 400 m hs - 48"54

2025
- Bronzo ai campionati britannici indoor (Manchester), 400 m - 47"14

## Altre competizioni internazionali
2015
- Oro agli Island Games, ( Jersey), staffetta 4x100 m - 42"44
- Oro agli Island Games, ( Jersey), staffetta 4x400 m - 3'16"39

2017
- Oro agli Island Games, ( Gotland), 400 m hs - 52"21
- Argento agli Island Games, ( Gotland), staffetta 4x100 m - 42"22

2021
- Argento ai Campionati europei a squadre, ( Chorzów), 400 m hs - 49"95
- Campionati europei a squadre di atletica leggera ( Chorzów)

2023
- Oro agli Island Games, ( Guernsey), 400 m hs - 49"83
- Oro agli Island Games, ( Guernsey), staffetta 4x400 m - 3'11"95

2025
- 5° al Bauhaus-Galan, ( Stoccolma), 400 m hs - 48"63
- 5° al Meeting de Paris, ( Parigi), 400 m hs - 48"57
- Argento ai Campionati europei a squadre, ( Madrid), 400 m hs - 48"64